# Manoscritto F di Francia
Il manoscritto F di Francia è un codice di Leonardo da Vinci conservato presso l'Institut de France.

## Storia
Il manoscritto era tra quelli sottratti alla Biblioteca Ambrosiana nel 1796 e non restituiti nel 1815, dopo la sconfitta di Napoleone Bonaparte.